# Paravibrissina pacifica
Paravibrissina pacifica är en tvåvingeart som beskrevs av Hiroshi Shima och Takuji Tachi 2008. Paravibrissina pacifica ingår i släktet Paravibrissina och familjen parasitflugor.
Artens utbredningsområde är Nya Kaledonien. Inga underarter finns listade i Catalogue of Life.